# جوزيف تيربوفن
جوزيف أنتونيوس هاينريش تيربوفن (23 مايو 1898 - 8 مايو 1945) زعيمًا نازيًا، اشتهر كمفوض الرايخ في النرويج أثناء الاحتلال الألماني للنرويج ونظام كفيشلينغ.

## حياة
وُلد تيربوفن (من الكلمة الهولندية تير بوفن) في مدينة إيسن بألمانيا. خدم في المدفعية الميدانية والقوات الجوية الألمانية الناشئة في الحرب العالمية الأولى، وحصل على الصليب الحديدي، ورفع لرتبة ملازم. درس القانون والعلوم السياسية في جامعتي ميونيخ وفرايبورج، حيث شارك لأول مرة في السياسة.

## في الحزب النازي
بعد تخرجه من الجامعة في عام 1923، انضم إلى الحزب النازي برقم عضو 25247 وشاركت في انقلاب بير هول الفاشل في ميونخ. عندما تم حظر الحزب النازي لاحقًا، وجد عملاً في أحد البنوك لبضع سنوات قبل تسريحه عام 1925.
ثم ذهب للعمل بدوام كامل في الحزب النازي. ساعد تيربوفن في تأسيس الحزب في إيسن وأصبح غوليتر هناك في عام 1928. من عام 1925 كان جزءًا من كتيبة العاصفة، حيث وصل إلى رتبة أوبر غروبن فوهرر بحلول عام 1936. في 29 يونيو 1934، تزوج تربوفن من إلس ستال، السكرتيرة السابقة وعشيقة جوزيف غوبلز. كان أدولف هتلر ضيف الشرف في حفل الزفاف.

## حكم النرويج

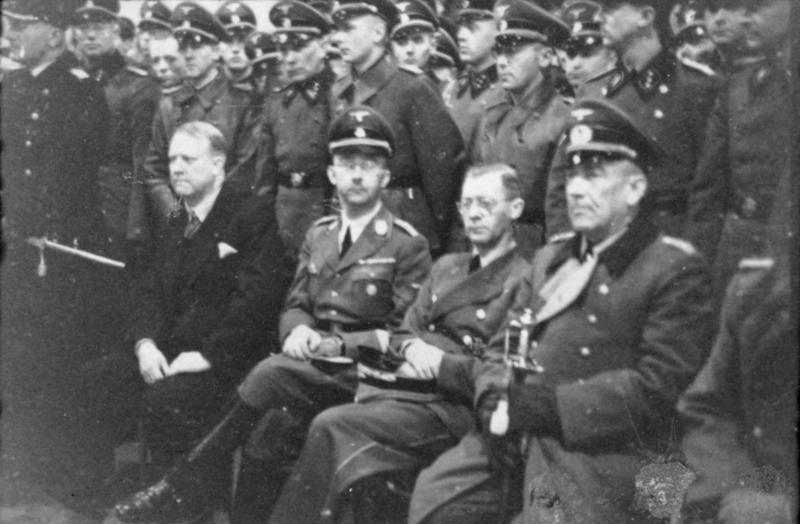
تيربوفن (الثاني من اليمين) مع كويسلينغ، هيملر وفون فالكنهورست.

عين في منصب مفوض الرايخ لنرويج يوم 24 أبريل 1940، حتى قبل الغزو العسكري حيث عين في 7 يونيو 1940. انتقل إلى مقر إقامة ولي العهد النرويجي في سكوجوم في سبتمبر 1940 وجعل مقره الرئيسي في ستورتنجيت (مباني البرلمان النرويجي). لم يرافقه إلس وابنتهما إنج إلى النرويج، وبقيا في ألمانيا. [بحاجة لمصدر]

### تأثير حكمه على معسكرات الاعتقال
خطط تيربوفن معسكرات الاعتقال في النرويج، وإنشاء معسكر اعتقال Falstad بالقرب ليفانغر ومخيم Bredtvet في أوسلو في أواخر 1941.
في 18 يوليو 1942 وقعت مذبحة بيسفيورد. أمر تربوفن بتنفيذ المذبحة قبل أيام قليلة.
في يوليو 1942، قُتل حارس ألماني واحد على الأقل في معسكر سجن كورجين. أمر القائد بالانتقام: الإعدام بإطلاق النار على "39 سجينًا في كورجين و 20 في أوسن"؛ في الأيام التي تلت ذلك، أمر تربوفين أيضًا بالانتقام: قُتل نحو 400 سجين بالرصاص في معسكرات مختلفة.

## الموت
مع الإعلان عن استسلام ألمانيا، قام بانتحار في 8 مايو 1945 بتفجير 50 كيلوغرام من الديناميت في مخبأ

## تصوير في الثقافة الشعبية
في فيلم "أبطال تيليمارك" عام 1965، قام الممثل الإنجليزي إريك بورتر بدور جوزيف تيربوفن.
تم تصويره في همسون لعام 1996 من قبل إدغار سيلج.

## وصلات خارجية
- جوزيف تيربوفن على موقع IMDb (الإنجليزية)
- جوزيف تيربوفن على موقع مونزينجر (الألمانية)

1. 1 2  Norsk biografisk leksikon | Josef Antonius Heinrich Terboven (بالنرويجية البوكمول والنرويجية النينوشك), Kunnskapsforlaget, ISSN:2464-1502, QID:Q1563206
2. 1 2  TracesOfWar | Josef Antonius Heinrich Terboven، QID:Q98839586
3. ↑  "Da nordmenn myrdet fanger i Korgen | Tekster og slikt". Finnbakk.Wordpress.com. 26 أكتوبر 2016. مؤرشف من الأصل في 2017-09-26. اطلع عليه بتاريخ 2017-09-25. Da to fanger i Korgen drepte en tysk vokter og rømte, ga kommandant Hesse ordre om at det som hevn skulle skytes 39 fanger i Korgen og 20 i Osen. Dette var 17. juli 1942. Hesse startet myrderiene med sjøl å skyte flere fanger. De nærmeste dagene ble det på Reichskommissar Terbovens personlige ordre skutt om lag 400 krigsfanger i forskjellige leire